# Le Thoult-Trosnay
Le Thoult-Trosnay település Franciaországban, Marne megyében. Lakosainak száma 105 fő (2022. január 1.). Le Thoult-Trosnay Fromentières, Bannay, Boissy-le-Repos, Corfélix, Janvilliers és Vauchamps községekkel határos.

## Népesség
A település népességének változása:
| Lakosok száma | 94   | 81   | 96   | 94   | 99   | 100  | 103  | 105  | 106  | 105  |
|               | 1968 | 1982 | 1990 | 2006 | 2013 | 2015 | 2017 | 2019 | 2020 | 2022 |